# Battaglia di San Juan (1595)
La battaglia San Juan (1595) (detta anche prima battaglia di San Juan) fu una vittoria spagnola nell'ambito della guerra anglo-spagnola. La guerra era scoppiata nel 1585 e venne combattuta non solo nel teatro bellico europeo ma anche e soprattutto nelle colonie americane.

## La battaglia
Dopo la sconfitta dell'Armada inglese a Lisbona nel 1589, Francis Drake si imbarcò in una lunga e disastrosa campagna contro l'America spagnola, patendo diverse sconfitte. Il 12 novembre 1595 Drake e John Hawkins tentarono di invadere la città di San Juan con 27 navi e 2500 uomini. Dopo essere salpati e non essere riusciti ad attraccare alla Ensenada del Escambron sul limitare orientale dell'isoletta di San Juan, il gruppo di navi inglese tentò di salpare alla volta della baia di San Juan con l'intento di saccheggiare la città. I tentativi perdurarono dal 22 al 25 novembre del 1595.
Incapace di prendere l'isola, dopo la morte di John Hawkins, Drake abbandonò San Juan e si diresse verso Panama dove morirà per malattia senza essere riuscito a garantire agli inglesi un insediamento stabile in America.

## Conseguenze
Questa sconfitta e quella a Pinos poco dopo posero fine alle immediate speranze degli inglesi di rendere stabile la loro presenza nel Mar dei Caraibi.
Nei primi giorni del 1596 Drake si ammalò di dissenteria di cui morirà il 28 gennaio successivo. Si ammalò già nella campagna di Porto Rico, dello stesso male di cui erano morti a maggior parte dei 400 caduti che gli inglesi avevano lasciato sul posto, fatto che costrinse George Clifford ad abbandonare i piani di rendere San Juan una base inglese permanente nelle Antille.

## Nelle arti
La battaglia viene menzionata nel poema epico La Dragontea di Lope de Vega